# Diocesi di Vasai
La diocesi di Vasai (in latino Dioecesis Vasaiensis) è una sede della Chiesa cattolica in India suffraganea dell'arcidiocesi di Bombay. Nel 2022 contava 137.600 battezzati su  4.445.605 abitanti. È retta dal vescovo Thomas Francis D'Souza.

## Territorio
La diocesi si estende nello stato indiano del Maharashtra e comprende:
- i taluks di Bhiwandi e Shahapur nel distretto di Thane;
- i taluks di Vasai, Wada, Jawahar, Palghar, Mokhada, Dahanu e Talasari nel distretto di Palghar.

Sede vescovile è la città di Vasai, dove si trova la cattedrale di Nostra Signora della Grazia.
Il territorio è suddiviso in 95 parrocchie.

## Storia
La diocesi è stata eretta il 22 maggio 1998 con la bolla Cum ad aeternam di papa Giovanni Paolo II, ricavandone il territorio dall'arcidiocesi di Bombay.
Nel 2000 si è svolto il primo sinodo diocesano.

## Cronotassi dei vescovi
Si omettono i periodi di sede vacante non superiori ai 2 anni o non storicamente accertati.
- Thomas Dabre (22 maggio 1998 - 4 aprile 2009 nominato vescovo di Poona)
- Felix Anthony Machado (10 novembre 2009 - 6 giugno 2024 ritirato)
- Thomas Francis D'Souza, dal 9 novembre 2024

## Statistiche
La diocesi nel 2022 su una popolazione di 4.445.605 persone contava 137.600 battezzati, corrispondenti al 3,1% del totale.
| anno | popolazione | popolazione | popolazione | presbiteri | presbiteri | presbiteri | presbiteri                | diaconi | religiosi | religiosi | parrocchie |
| anno | battezzati  | totale      | %           | numero     | secolari   | regolari   | battezzati per presbitero | diaconi | uomini    | donne     | parrocchie |
| ---- | ----------- | ----------- | ----------- | ---------- | ---------- | ---------- | ------------------------- | ------- | --------- | --------- | ---------- |
| 1999 | 110.932     | 2.314.425   | 4,8         | 65         | 55         | 10         | 1.706                     |         | 33        | 273       | 35         |
| 2000 | 110.000     | 3.000.000   | 3,7         | 88         | 52         | 36         | 1.250                     |         | 57        | 320       | 28         |
| 2001 | 115.000     | 3.121.000   | 3,7         | 99         | 54         | 45         | 1.161                     |         | 67        | 321       | 31         |
| 2002 | 117.000     | 3.010.000   | 3,9         | 102        | 57         | 45         | 1.147                     |         | 66        | 329       | 34         |
| 2003 | 118.500     | 3.280.000   | 3,6         | 108        | 65         | 43         | 1.097                     |         | 58        | 296       | 36         |
| 2004 | 120.000     | 3.300.000   | 3,6         | 108        | 62         | 46         | 1.111                     |         | 67        | 306       | 36         |
| 2010 | 135.677     | 3.625.000   | 3,7         | 165        | 83         | 82         | 822                       |         | 119       | 412       | 43         |
| 2014 | 137.500     | 3.823.000   | 3,6         | 174        | 96         | 78         | 790                       |         | 112       | 398       | 34         |
| 2017 | 141.730     | 3.972.940   | 3,6         | 170        | 98         | 72         | 833                       |         | 98        | 431       | 46         |
| 2020 | 142.700     | 4.076.800   | 3,5         | 172        | 100        | 72         | 829                       |         | 97        | 404       | 92         |
| 2022 | 137.600     | 4.445.605   | 3,1         | 185        | 102        | 83         | 743                       |         | 109       | 358       | 95         |